# Grandidiera
Grandidiera là chi thực vật có hoa trong họ Achariaceae.